# Bite the Dust/バイツァ・ダスト
『Bite the Dust/バイツァ・ダスト』（ロシア語: Отдать концы, 英語: Bite the Dust）は、2013年のロシア映画（コメディ＝ドラマ）。タイシャ・イグメンツェバ監督の長編処女作である。

## 製作
1989年生まれのタイシャ・イグメンツェバは全ロシア映画大学在学中にアレクセイ・ウチーチェリに師事。在学中に製作し、2012年5月の第65回カンヌ国際映画祭・シネフォンダション（映画学校の学生による作品）に出品した短編『Дорога на』は、320校の1,700本以上の作品の中から第1位となった。2012年8月にはロシア文化省から製作資金援助を受け、2013年5月には長編処女作の本作を完成させた。

## 公開
本作は2013年5月の第66回カンヌ国際映画祭において、アウト・オブ・コンペティション部門の特別招待作品として上映された。同年のオフィシャル・セレクションでは唯一のロシア映画であり、同映画祭時点でイグメンツェバ監督は24歳だった。本作のプロデューサーであるウチーチェリは、ロシアに良質なコメディ作品が少ないことを残念だと語っている。また本作はソチ・ロシア映画祭の長編部門作品賞にノミネートされた。
2016年4月18日には東京・渋谷のアップリンクファクトリーで、2回にわたってイベント上映された。1回目上映後にはロシア文学者の沼野恭子（東京外国語大学教授）がトークイベントを行っている。2017年1月14日から1月20日には愛知県の刈谷日劇で一般公開され、初日には本作品を日本に配給したChunfu filmの共同代表がトークイベントを行った。

## キャスト
- Vanya : Sergey Abroskin
- Nina : Irina Denisova
- Senia : Dmitriy Kulichkov
- Vassilych : Juris Laucinsh
- Olga : Anna Rud
- Zina : Yola Sanko
- Nastya : Alina Sergeeva
- Maksim Vitorgan

## 受賞とノミネート
| 年   | 映画祭             | 部門                                            | 対象者                   | 結果       |
| ---- | ------------------ | ----------------------------------------------- | ------------------------ | ---------- |
| 2013 | カンヌ国際映画祭   | アウト・オブ・コンペティション部門 特別招待作品 | タイシャ・イグメンツェバ |            |
| 2013 | ソチ・ロシア映画祭 | 長編部門作品賞                                  | 長編部門作品賞           | ノミネート |